# Hrejkovický potok
Hrejkovický potok je potok ve Jihočeském kraji, pravostranný přítok Vltavy. Jeho celková délka činí 
20,5 km. 

## Průběh toku
Hrejkovický potok pramení zhruba 1 km severovýchodně od vesnice Vepice v nadmořské výšce 537,6 m nad rybníkem Ždír. Dále potok protéká dále rybníkem Kojovka, za Kojovkou přibírá z levého břehu vody potůčku tekoucí od rybníků Žebráček a Nový a dále také vody potoka tekoucího od rybníků Velký a Malý Smíšek. Vzápětí protéká Mrkáčkovým rybníkem a po cca 1 km se vlévá do rybníka Homole. 
Odtud teče pod silnicí Kovářov - Milevsko směrem k Níkovicím, před nimiž je z levé strany je napájen potokem tekoucím od rybníků Horní a Dolní Roudný. Po 6 km toku se vlévá za Níkovicemi do Hrejkovického rybníka (23 ha), z něhož poté protéká Hrejkovicemi směrem na Velkou. Za Velkou přitéká z levé strany Osecký potok. Dále potok teče okolo vsi Květov, aby po cca 5 km jeho vody splynuly s Vltavou.
Potok se vlévá do Vltavy v nadmořské výšce 352 metrů. Původní tok Hrejkovického potoka je zde zkrácen zvýšením hladiny Orlické přehrady, z údolí potoka vznikl zatopením asi 2 km dlouhý meandrovitě zahnutý úzký záliv. Průměrný sklon 9,5 promile, což odpovídá průměrnému sklonu 0°32'.
| místo              | říční km | nadm. výška (m) |
| ------------------ | -------- | --------------- |
| Ždír               | 20       | 537             |
| Díl                | 19       | 526             |
| Kojovka            | 18       | 509             |
| Mrkáčkův rybník    | 17       | 491             |
| Homole             | 16,5     | 486             |
| Hrejkovický rybník | 14       | 467             |
| Velká              | 10       | 446             |
| Květov             | 5        | 431             |
| ústí do Vltavy     | 0        | 352             |